# ددنگ‌یجید

دِدُنگ‌یُجیدُ

دِدُنگ‌یُجیدُ (انگلیسی: Daedong yeojido، کره‌ای: 대동여지도، چینی: 大東輿地圖، به معنای «نقشهٔ بزرگ سرزمین شرق») یک نقشه با اندازهٔ بزرگ از کره است که به وسیلهٔ نقشه‌نگار و جغرافی‌دان دوران چوسان، جئونگ‌هُ کیم 김정호، در سال ۱۸۶۱ میلادی تهیه گردیده‌است. ویرایش دومی از آن در سال ۱۸۶۴ میلادی تهیه گردید. یک منبع آن را به عنوان «قدیمی‌ترین نقشه در کره» معرفی کرده‌است. دِدُنگ‌یُجیدُ در زمان خود بسیار پیشرفته به شمار می‌رفته‌است و اوج نقشه‌نگاری پیش-نوین کره است.

## شرح

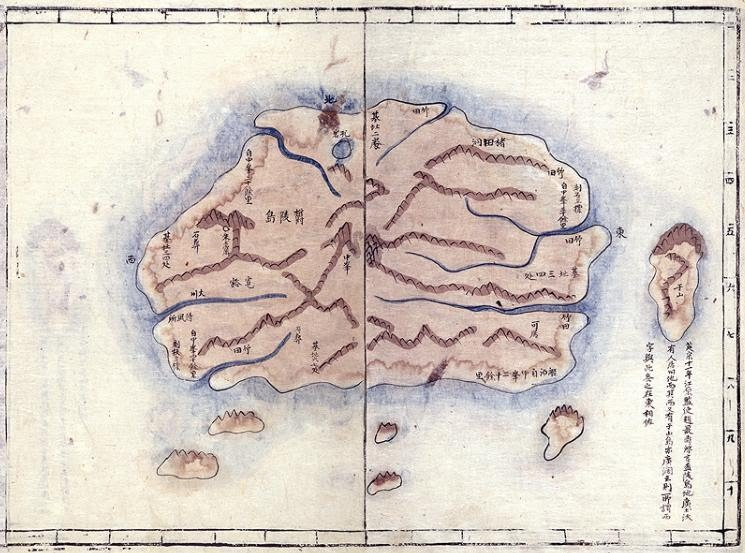
"دِدُنگ‌یُجیدُ"(۱۸۶۱) اولنگ‌دُ و اوسان

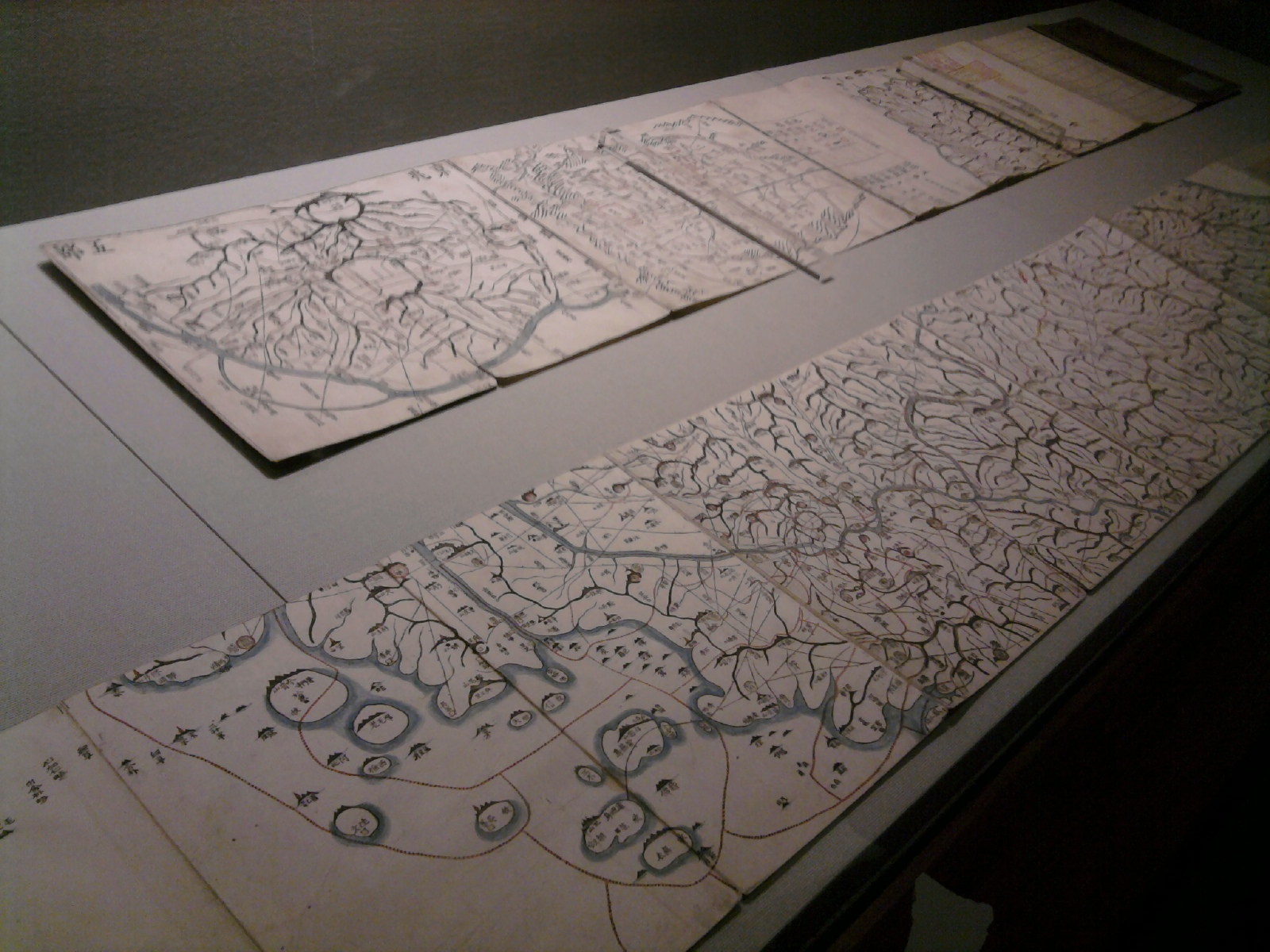
"دِدُنگ‌یُجیدُ"(۱۸۶۱)

این نقشه از ۲۲ دفترچهٔ تاشوی مجزا که هر یک تقریباً ۴۷ کیلومتر (شمالی-جنوبی) در ۳۱/۵ کیلومتر (شرقی-غربی) را تحت پوشش قرار می‌دهند، تشکیل شده‌است. با همدیگر، یک نقشه با درازای ۶/۷ متر و پهنای ۳/۸ متر از کل کشور کرهٔ زمان خو می‌شند. مقیاس نقشه ۱:۱۶۲۰۰۰ است. نقشه بر روی ۷۰ قطعه چوب درخت لاله درختی هکاکی شده بر هر دو سمت، تهیه شده‌بوده‌است. روش‌های ساختن نقشه، ترکیبی از روش‌های کره‌ای و غربی اعلام شده‌است.
این نقشه به دلیل به تصویر کشیدن دقیق ارتفاعات کوهستانی، آب‌راه‌ها و جاده‌های ارتباطی ارزشمند است. همچنین مکان‌های اجتماعات شامل روستاها، مناطق فرهنگی و مدیریتی مهم، همین‌طور مکان‌های اداره‌جات دولتی سابق و کنونی، مکان‌های نظامی، انبارهای عمومی، مناطق پرورش اسب دولت، دیده‌بانی‌ها و آرامگاه‌های سلطنتی را نشانه‌گذاری کرده‌بود.
نسخه‌های متعددی از نقشه وجود دارد که گونه‌گونی‌هایی نیز دارند (برای نمونه تعداد دفترچه‌های برخی به جای ۲۲، ۲۱ عدد است). نقشه با توضیح کوتاهی در باب اصول‌شناسی و یک افسانه و آمارهای اضافی و یک نقشهٔ مجزا برای پایتخت کره (سئول) همراهی می‌شد.

## مشاجرهٔ اسکناس ۱۰۰۰۰۰ وُنی
در سال ۲۰۰۸ تصویر این نقشه برای اسکناس صدهزار وُنی در نظر گرفته شد که بالاترین رقم اسکناس آن زمانِ کره می‌بود. اما این نقشه صخره‌های لیانکورت (در کره به جزایر دُک‌دُ صدا می‌شوند) که در باب مالکیت آن بین کرهٔ جنوبی و ژاپن اختلاف است را به تصویر نکشیده‌است و در نتیجه پارلمان عمومی کره بر روی اینکه تصویر اسکناس صدهزار ونی تغییر بیابد و به نقشه این جزایر افزوده شوند مشاجره ایجاد شد زیرا به غیر از بحث دخل و تصرف، از نظر مقیاس، افزودن این جزایر به صورتی که به چشم بیایند نیز خالی از بحث نیست. در پایان، اسکناس صدهزار ونی به خاطر نزاعی که سر این بحث پخش نمود، لغو گردید.